# Краснопольская волость (Александрийский уезд)
Краснопольская волость — административно-территориальная единица Александрийского уезда Херсонской губернии.
По состоянию на 1886 год состояла из 10 поселений, 10 сельских общин. Население 1175 человек (586 человек мужского пола и 589 женского), 232 дворовых хозяйства.
| Собственность  | Площадь (в т. ч. пахотной) |
| -------------- | -------------------------- |
| Сельских общин | 1508 (544)                 |
| Частная        | 7642 (2733)                |
| Другая         | 120 (40)                   |
| Всего          | 9270 (3717)                |

Самое большое поселение:
- Краснополье — село при балке Дубовой в 25 верстах от уездного города, 309 человек, 59 дворов, молитвенный дом. За ½ версты — винокуренный завод, за 15 вёрст — кирпичный завод.